# Hanako Hitachi

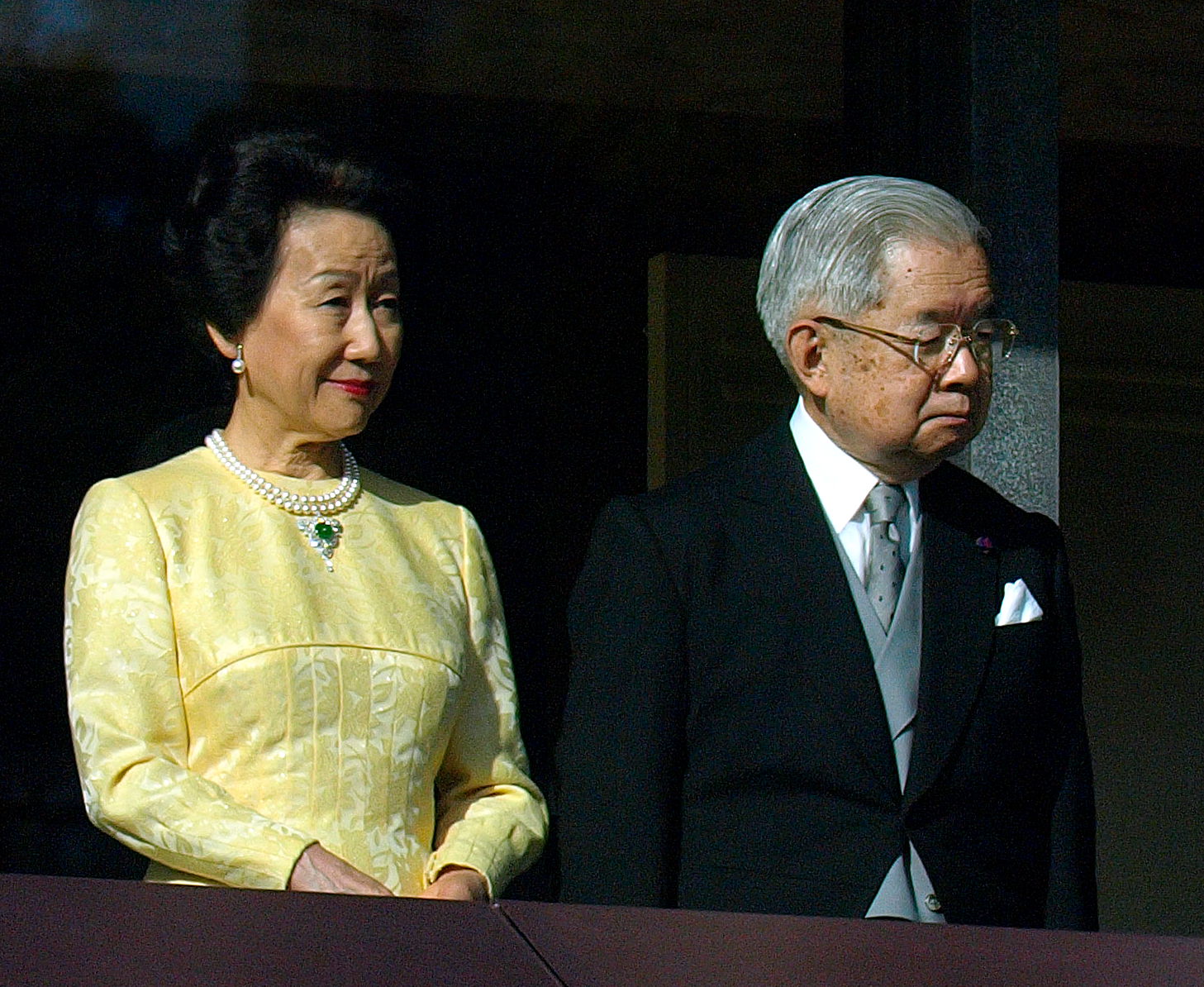
Prinzessin Hanako von Hitachi mit ihrem Gatten im Jahr 2011

Prinzessin Hanako von Hitachi (jap. 常陸宮正仁親王妃華子, Hitachi-no-miya Masahito Shinnōhi Hanako; * 19. Juli 1940 als Hanako Tsugaru (津軽 華子)) ist eine japanische Prinzessin.
Sie ist die vierte Tochter von Yoshitaka Tsugaru. Sie studierte an der Gakushūin-Frauenuniversität und schloss ihr Studium 1961 erfolgreich ab. Sie verlobte sich und heiratete am 30. September 1964 Prinz Hitachi, den zweiten Sohn des Shōwa-Kaisers. Das Ehepaar hat keine Kinder.
Prinzessin Hitachi ist Präsidentin von verschiedenen Organisationen, die sich mit der Wohlfahrt und der Kunst befassen, wie zum Beispiel die traditionelle Blumenkunst des Ikebana. Sie hat auch mehrere Kinderbücher vom Englischen ins Japanische übersetzt.